# Olympische Sommerspiele 1988/Bogenschießen – Mannschaft (Frauen)
Erstmals in der Geschichte wurde ein Mannschaftswettbewerb im Bogenschießen der Frauen bei den Olympischen Spielen 1988 in Seoul vom 27. September bis 1. Oktober auf dem Hwarang Archery Field ausgetragen.

## Wettkampfformat
Es traten 15 Nationen mit jeweils drei Athletinnen an. In der ersten Runde wurden die Punktzahlen der drei Schützinnen aus der ersten Runde des Einzelwettbewerbs zusammen addiert. Die besten zwölf Nationen qualifizierten sich für das Halbfinale. Nach Abschluss des Halbfinales qualifizierten die besten acht Mannschaften für das Finale.

## Ergebnisse
| Rang | Nation             | Athletinnen                                                    | 1. Runde | 1. Runde | Halbfinale | Halbfinale | Finale |
| Rang | Nation             | Athletinnen                                                    | Punkte   | Rang     | Punkte     | Rang       | Punkte |
| ---- | ------------------ | -------------------------------------------------------------- | -------- | -------- | ---------- | ---------- | ------ |
| 1    | Südkorea           | Kim Soo-nyung Wang Hee-kyung Yun Young-sook                    | 3925     | 1        | 1000       | 1          | 982    |
| 2    | Indonesien         | Lilies Handayani Nurfitriyana Saiman Kusuma Wardhani           | 3720     | 5        | 975        | 4          | 952    |
| 3    | Vereinigte Staaten | Deborah Ochs Denise Parker Melanie Skillman                    | 3742     | 4        | 988        | 2          | 952    |
| 4    | Sowjetunion        | Ljudmyla Arschannikowa Natalja Butusowa Tatjana Muntjan        | 3818     | 2        | 978        | 3          | 951    |
| 5    | Großbritannien     | Pauline Edwards Joanne Franks Cheryl Sutton                    | 3692     | 7        | 962        | 5          | 933    |
| 6    | BR Deutschland     | Doris Haas Claudia Kriz Christa Öckl                           | 3702     | 6        | 953        | 6          | 931    |
| 7    | Schweden           | Liselotte Andersson Carina Jonsson Jenny Sjöwall               | 3662     | 10       | 949        | 8          | 930    |
| 8    | Frankreich         | Marie-Josée Bazin Nathalie Hibon Catherine Pellen              | 3653     | 11       | 950        | 7          | 898    |
| 9    | China              | Ma Shaorong Ma Xiangjun Yao Yawen                              | 3683     | 8        | 948        | 9          |        |
| 10   | Polen              | Joanna Helbin Beata Iwanek Joanna Nowicka                      | 3681     | 9        | 945        | 10         |        |
| 11   | Chinesisch Taipeh  | Chin Chiu-yueh Lai Fang-mei Liu Pi-yu                          | 3749     | 3        | 939        | 11         |        |
| 12   | Mongolei           | Dorjsembeegiin Erdenchimeg Sambuugiin Oyuuntsetseg Suvdyn Tuul | 3626     | 12       | 912        | 12         |        |
| 13   | Finnland           | Päivi Aaltonen Minna Heinonen Jutta Poikolainen                | 3593     | 13       |            |            |        |
| 14   | Türkei             | Elif Eksi Huriye Eksi Selda Unsal                              | 3590     | 14       |            |            |        |
| 15   | Japan              | Kyoko Kitahara Keiko Nakagomi Toyoka Oki                       | 3567     | 15       |            |            |        |

Im Stechen um die Silbermedaille setzte sich Indonesien gegen die Vereinigten Staaten mit 72:67 durch.